# Semaeopus directilinea
Semaeopus directilinea är en fjärilsart som beskrevs av William Schaus 1912. Semaeopus directilinea ingår i släktet Semaeopus och familjen mätare. Inga underarter finns listade i Catalogue of Life.